# La Nuit de Noël (film)
Pour les articles homonymes, voir La Nuit de Noël.
Pour plus de détails, voir Fiche technique et Distribution.

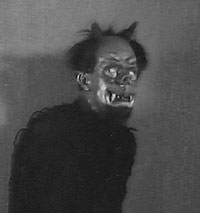
Image du film.

La Nuit de Noël (Ночь перед Рождеством, Noch pered Rozhdestvom) est un film de Noël russe réalisé par Ladislas Starewitch, sorti en 1913,.

## Fiche technique
- Photographie : Ladislas Starewitch

## Distribution
- Ivan Mosjoukine
- Olga Obolenskaya